# Иван Стойчев (доцент)
Иван Стойчев е български учен, преподавател в Техническия университет – София, специалист в областта на „Tеория на управлението“. Той е първият декан на факултета по компютърни системи и управление.

## Биография
Иван Стойчев Иванов е роден на 18 май 1936 г. в град София. През 1960 г. завършва Машинно-електротехническия институт в София, специалност „Електрообзавеждане на промишлени предприятия“. След това специализира теория на управлението в Машинно-електротехническия институт в Москва.
През 1962 г. е избран за асистент. Защитава кандидатска дисертация във ВМЕИ – София през 1970 г. и две години по-късно е избран за доцент. Избран е за декан на ФКСУ през 1987 г.
Автор на 40 публикации, 11 учебници и книги по теория на управлението. Основни области на научна и преподавателска дейност: теория на автоматичното управление, нелинейни системи, числено интегриране на нелинейни уравнения, електрообзавеждане и автоматизация на електрически машини.
Доц. Стойчев умира на 10 май 1989 г. в София.

## Награди
- Орден „Кирил и Методи“ – първа степен, 1986 г.